# Geodia bicolor
Geodia bicolor är en svampdjursart som beskrevs av Lendenfeld 1910. Sidonops bicolor ingår i släktet Geodia och familjen Geodiidae.